# 馬古斯·愛華士
馬古斯·愛華士（英語：Marcus Edwards，1998年12月3日—），英格蘭足球運動員，現效力於英超球隊伯恩利足球俱乐部。司職中場。

## 榮譽
個人
- 歐洲U-17足球錦標賽最佳陣容: 2015[3]

## 外部連結
- England profile at The FA